# Állcsúcs-nyelvcsonti izom

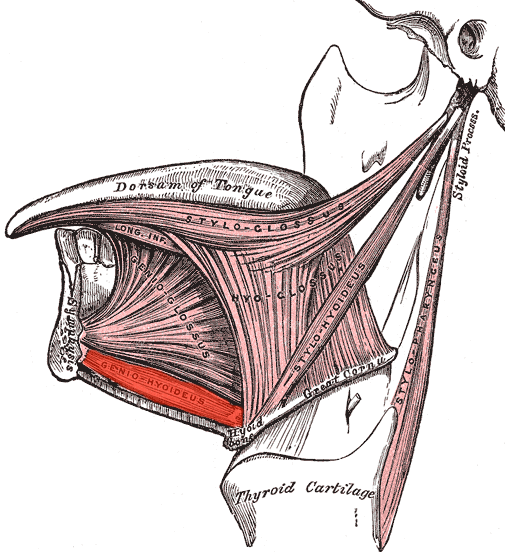
A nyelv izmai (a vörös jelöli a geniohyoideust)

A musculus geniohyoideus egy apró izom az ember nyakában.

## Eredés, tapadás, elhelyezkedés
Az állkapocs (mandibula) symphysis menti nevű részéről ered. A nyelvcsonton (os hyoideum) tapad.

## Funkció
Emeli a nyelvet. Süllyeszti az állkapcsot. Együtt dolgozik a musculus mylohyoideusszal.

## Beidegzés, vérellátás
A nervus hypoglossus idegzi be. Az arteria lingualis látja el vérrel.